# Skuodas

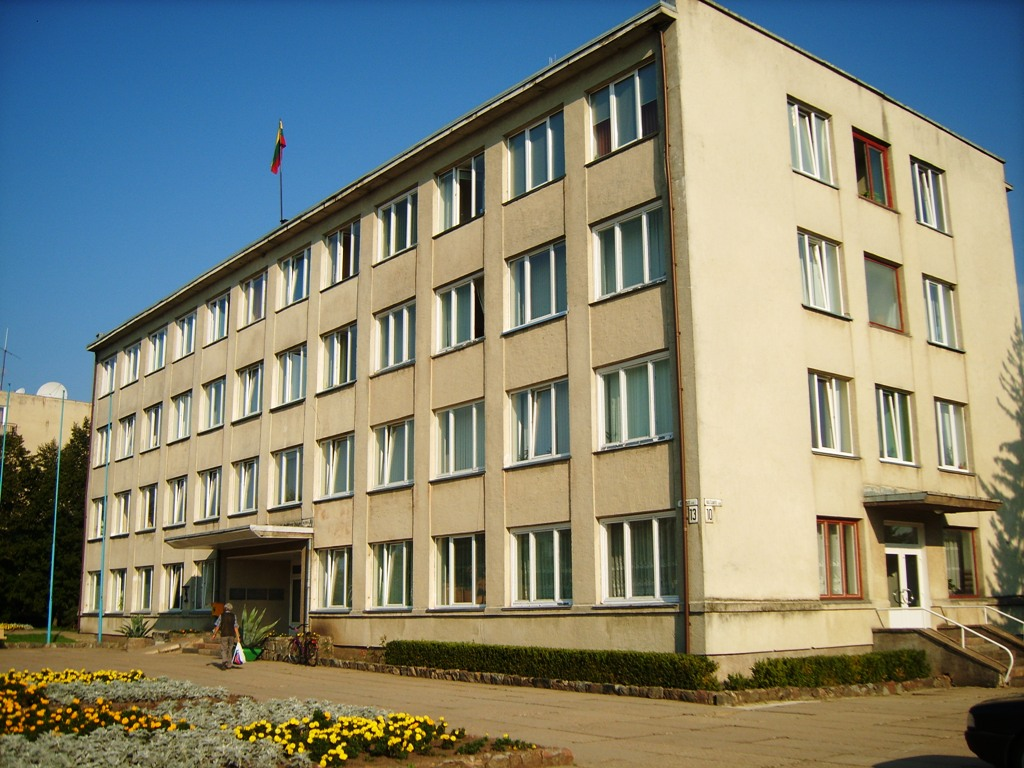
Skuodský okresní úřad

Skuodas (žemaitsky Skouds, česky zastarale Škudy)) je okresní město v západní části Litvy, v Žemaitsku, v Klaipėdském kraji, 80 km na sever od Klaipėdy, 337 km na severozápad od Vilniusu, 48 km na sever od okresního města Plungė a jen 2 km na jih od státní hranice s Lotyšskem. Městem protéká řeka Bartuva, na které v městě leží rybník Skuodo jūra ("Skuodské moře") jinak také zvaný prostě "Bartuvos tvenkinys" ("Rybník na Bartuvě"; plocha: 85,9 ha) . Západním okrajen města prochází železniční trať Kretinga – Priekule. Je zde kostel Svaté trojice (nynější postaven roku 1847), evangelický kostel (postaven roku 1821), Skuodské muzeum, pošta (PSČ: LT-98001), kulturní dům, gymnázium Pranciška Žadeiky, střední škola, základní škola, mateřská škola, veřejná knihovna, okresní úřad, okresní nemocnice. Na sever od města se do řeky Bartuva vlévá řeka Luoba. Na východním okraji města teče levý přítok Luoby Pušupis.

## Historie
Poprvé je Skuodas zmiňován v roce 1253 jako Scoden, Sckoden. V té době náležel Ceklisu. V roce 1259 zde vzplála Bitva u Skuodu, ve které se utkali Žemaité s Livonskou větví Řádu německých rytířů a kterou Livonský řád mečových bratří prohrál. V roce 1568 velkokníže litevský Žygimantas Augustas městys daroval Žygimantas Augustas nejvyššímu starostovi Žemaitska Janu Chodkevičiusovi, který se postaral, aby město 17. května 1572 obdrželo městská práva. Chodkevičius z různých německých míst do Skuodu zval kolonisty. V roce 1572 daroval peníze na stavbu kostela Svaté trojice. Později městu vládli Sapeigové. Kazimieras Jonas Sapiega daroval městu nový (=obnovený) kostel, který byl v roce 1767 pečlivě zrestaurován. Dva roky poté kostel vyhořel. Nový provizorní dřevěný kostel zde stál až do roku 1821, kdy se začaly zvedat zdi nového kostela. Za účast na povstání roku 1831 byla panství Sapeigů konfiskována, mezi nimi i městečko Skuodas. V roce 1914 byla postavena železnice Klaipeda – Kretinga – Priekule. 6. května 1992 byl rozhodnutím Nejvyšší Rady Litevské Republiky potvrzen znak města.

## Původ názvu
Název je odvozen od jména Skuodas; ještě nyní se vyskytují příjmení Skuodas. Němci město nazývali Schoden nebo také Skudn a též Johanisberg.

## Sport
- FK Skuodas fotbalový klub;

## Významní rodáci
- Eugenijus Gedgaudas (1924–2006), radiolog v USA
- Simonas Daukantas (1793–1864), historik
- Vaclovas Intas (1927–2007), lékař, zakladatel zakladatel muzea kamenů v Mosėdisu

## Partnerské město
- Lindås[3] Norsko